# مارك مصري
مارك مصري (بالإنجليزية Mark Masri) (من مواليد تورونتو، أونتاريو، كندا 23 آب / أغسطس 1973)) هو مغني، ملحّن، مؤلف موسيقي ومنتج وعازف بيانو كندي من أصل لبناني، وله العديد من الألبومات المشهورة في كندا والولايات المتحدة الأميركية.
ولد مارك مصري لمهاجر لبناني إلى كندا وهو قسّ الطائفة البروتستانتية الخمسينية وأم كندية. انتقل مع العائلة إلى عدة مدن ومقاطعات في كندا مثل كيبيك، نوفا سكوشا إلى أن استقر في سكاربورو، أونتاريو. بدأ بالغناء بأداء أغان روحية مسيحية في كنيسة أنتيغونيش، نوفا سكوشا، حيث كان يخدم والده كواعظ وقسّ، ومن ثم في كنائس أخرى وفي جوقات عدة كان في بعضها المغنني الرئيسي فيها.
أصدر ألبومه المستقل بعنوان Mark Masri عام 2000 رشّح عليها لجائزة جونو لـ«أفضل ألبوم للأغاني الروحية Gospel». كما تعرّف إلى المغنية الكندية Amy Sky، ومن بعدها إلى المغني والعازف الكندي Jim Brickman، حيث قام بجولة موسيقية معه. وغنى معه أغان عدة وأهمها Christmas Is، بحيث دخل لائحة بيلبورد في Hot Adult Contemporary Tracks واصلا إلى المرتبة 18. كما ظهر في أغنية مشتركة مع المعنية الأسترالية Olivia Newton-John في "To Be Wanted" في ألبومها عام 2008 بعنوان Grace and Gratitude - Renewed edition

## الأبومات
- 2000: Mark Masri
- 2009: Christmas Is
- 2009: See My Face
- 2010: La Voce
- 2010: A Christmas Time with You

## وصلات خارجية
- مارك مصري على موقع ميوزك برينز (الإنجليزية)
- مارك مصري على موقع أول ميوزيك (الإنجليزية)
- مارك مصري على موقع ديسكوغز (الإنجليزية)
- الموقع الرسمي
- موقع MySpace
- موقع Facebook  على فيسبوك.